# کافورینگا (بازیکن فوتبال)
کافورینگا (به پرتغالی: Moacir Fernandes) مهاجم اهل برزیل است که در شهر Juiz de Fora و در تاریخ ۱۰ نوامبر ۱۹۴۸ به دنیا آمده‌است.
کافورینگا در تیم‌های فوتبال Botafogo سابقهٔ حضور دارد.